# Mont D'Urban
Mont D'Urban är ett berg i Kanada.   Det ligger i provinsen Québec, i den sydöstra delen av landet, 400 km öster om huvudstaden Ottawa. Toppen på Mont D'Urban är 903 meter över havet, eller 205 meter över den omgivande terrängen. Bredden vid basen är 3,1 km.
Terrängen runt Mont D'Urban är kuperad åt sydost, men åt nordväst är den platt. Trakten runt Mont D'Urban är nära nog obefolkad, med mindre än två invånare per kvadratkilometer..
I omgivningarna runt Mont D'Urban växer i huvudsak blandskog.